# 김천중앙고등학교
김천중앙고등학교(金泉中央高等學校)는 대한민국 경상북도 김천시 율곡동에 있는 공립 고등학교이다.

## 학교 연혁
- 1964년 5월 1일 : 금릉고등학교 개교
- 1978년 3월 1일 : 김천중앙고등학교로 교명 변경
- 1981년 12월 11일 : 김천중앙고등학교 부설 방송통신고등학교 인가
- 1995년 7월 19일 : 김천시 양천동으로 교사 이전
- 2010년 3월 1일 : 자율학교 지정(기숙형고, 2010.03.01~2015.02.28)
- 2010년 3월 1일 : 시범학교(방송고 사이버교육, 2010.03.01~2012.02.29)
- 2012년 11월 15일 : 한빛도서관 개원 및 진로 상담실(클꿈터) 개소
- 2015년 9월 4일 : 유도부 창단 및 유도관 개관
- 2015년 11월 24일 : 경북교육청 지정 정책 연구학교 운영
- 2017년 3월 1일 : 교육부요청 방송통신고 정책 연구학교 운영(2년간)
- 2018년 9월 1일 : 제23대 박복로 교장 취임
- 2022년 3월 13일 : 제41회 김천중앙고 부설 방송통신고등학교 입학식(27명)
- 2023년 2월 9일 : 제57회 김천중앙고등학교 졸업식(127명, 16,362명)
- 2023년 2월 12일 : 제39회 김천중앙고 부설 방송통신고등학교 졸업식(21명, 2,841명)
- 2023년 3월 2일 : 제60회 김천중앙고등학교 입학식(131명)

## 참고 자료
- 김천중앙고등학교 - 한국교육학술정보원 학교알리미

## 근접한 학교
- 농소초등학교